# Diploglossus nigropunctatus
Espèce
Synonymes
- Diploglossus delasagra nigropunctatus Barbour & Shreve, 1937

Diploglossus nigropunctatus est une espèce de sauriens de la famille des Diploglossidae.

## Répartition
Cette espèce est endémique de Cuba.

## Publication originale
- Barbour & Shreve, 1937 : Novitates cubanae. Bulletin of the Museum of Comparative Zoology, vol. 80, p. 377-387 (texte intégral).